# 佐伯田公
佐伯 田公（さえき の たぎみ）は、奈良時代から平安時代初期にかけての官人。姓は直。播磨国造の一族で、多度郡擬大領・佐伯男足の子とする系図がある。官職は多度郡少領。

## 経歴
讃岐国多度郡の豪族であったが、子の真魚（のち空海）を中央官人にするため、妻の実家である阿刀氏の一族であった阿刀大足の尽力によって、大学寮明経科に入学させる。しかし、真魚は仏門の世界に入ることとなり、田公は憤慨したという。その弁明として真魚が書いたのが、『聾瞽指帰』である。
佐伯直の一族からは、宗教家が多く輩出され、真言宗の発展を支えた。

## 系譜
- 父：佐伯男足[2]
- 母：不詳
- 妻：玉依御前 - 阿刀大足の娘（または妹）
  - 長男：佐伯鈴伎麻呂[3]
  - 次男：空海（佐伯真魚、弘法大師）（774-835）
- 生母不明の子女
  - 三男：真雅（法光大師）（801-879）
  - 四男：
  - 男子：佐伯酒麻呂[3] - 正六位上
  - 男子：佐伯魚主[3] - 正七位下
  - 長女：

『弘法大師弟子伝』によれば、酒麻呂は書博士を務め、同族である実慧の儒学の師であったという。
- 孫
  - 智泉（789?-825?） - 長女の子
  - 真然（?-891） - 四男の子
- 親族
  - 円珍（智証大師）（814-891） - 空海の甥とされる